# Athlétisme aux Jeux asiatiques de 2022
Navigation
Édition précédente Édition suivante
Les épreuves d'athlétisme des Jeux asiatiques de 2022 se déroulent du 29 septembre au 5 octobre 2023 à Hangzhou, en Chine.

## Résultats

### Hommes
| Épreuves          | Or                                                                                         | Argent                                                                         | Bronze                                                                                   |
| ----------------- | ------------------------------------------------------------------------------------------ | ------------------------------------------------------------------------------ | ---------------------------------------------------------------------------------------- |
| 100 m             | Xie Zhenye 9 s 97                                                                          | Puripol Boonson 10 s 02                                                        | Muhd Azeem Fahmi 10 s 11                                                                 |
| 200 m             | Koki Ueyama 20 s 60                                                                        | Abdullah Abkar Mohammed 20 s 63                                                | Yang Chun-Han 20 s 74                                                                    |
| 400 m             | Youssef Masrahi 45 s 55                                                                    | Kentarō Satō 45 s 57                                                           | Yusuf Ali Abbas 45 s 65                                                                  |
| 800 m             | Essa Alis Kzwani 1 min 48 s 05                                                             | Mohammed Afsal Pulikkalath 1 min 48 s 43                                       | Husain Mohsin Al-Farsi 1 min 48 s 51                                                     |
| 1 500 m           | Mohamad al-Garni 3 min 38 s 36                                                             | Ajay Kumar Saroj 3 min 38 s 94                                                 | Jinson Johnson 3 min 39 s 74                                                             |
| 5 000 m           | Birhanu Balew 13 min 17 s 40                                                               | Avinash Sable 13 min 21 s 09                                                   | Dawit Fikadu 13 min 25 s 63                                                              |
| 10 000 m          | Birhanu Balew 28 min 13 s 62                                                               | Kartik Kumar 28 min 15 s 38                                                    | Gulveer Singh 28 min 17 s 21                                                             |
| 110 m haies       | Yaqoub Mohamed al-Youha Shunya Takayama 13 s 41                                            | Non décernée                                                                   | Xu Zhuoyi 13 s 50                                                                        |
| 400 mètres haies  | Abderrahman Samba 48 s 04                                                                  | Bassem Hemeida 48 s 52                                                         | Xie Zhiyu 49 s 16                                                                        |
| 3 000 m steeple   | Avinash Sable 8 min 19 s 50                                                                | Ryōma Aoki 8 min 23 s 75                                                       | Seiya Sunada 8 min 26 s 47                                                               |
| 4 × 100 m         | Chine Chen Guanfeng Xie Zhenye Yan Haibin Chen Jiapeng 38 s 29                             | Japon Yoshihide Kiryu Yuki Koike Koki Ueyama Shoto Uno 38 s 44                 | Corée du Sud Lee Jeong-tae Kim Kuk-young Lee Jae-seong Ko Seung-hwan 38 s 74             |
| 4 × 400 m         | Inde Muhammed Anas Yahiya Amoj Jacob Muhammed Ajmal Variyathodi Rajesh Ramesh 3 min 1 s 58 | Qatar Abderrahman Samba Ashraf Osman Ismail Abakar Bassem Hemeida 3 min 2 s 05 | Sri Lanka Aruna Dharshana Pabasara Niku Rajitha Rajakaruna Kalinga Kumarage 3 min 2 s 55 |
| Marathon          | He Jie 2 h 13 min 2 s                                                                      | Han Il-ryong 2 h 13 min 27 s                                                   | Yang Shaohui 2 h 13 min 39 s                                                             |
| 20 km marche      | Zhang Jun 1 h 23 min 0 s                                                                   | Wang Zhaozhao 1 h 24 min 8 s                                                   | Yutaro Murayama 1 h 24 min 41 s                                                          |
| Saut en hauteur   | Mutaz Essa Barshim 2,35 m                                                                  | Woo Sang-hyeok 2,33 m                                                          | Tomohiro Shinno 2,29 m                                                                   |
| Saut à la perche  | Ernest Obiena 5,90 m                                                                       | Huang Bokai 5,65 m                                                             | Hussain al-Hizam 5,65 m                                                                  |
| Saut en longueur  | Wang Jianan 8,22 m                                                                         | Murali Sreeshankar 8,19 m                                                      | Shi Yuhao 8,10 m                                                                         |
| Triple saut       | Zhu Yaming 17,13 m                                                                         | Fang Yaoqing 16,93 m                                                           | Praveen Chithravel 16,68 m                                                               |
| Lancer du poids   | Tejinder Pal Singh Toor 20,36 m                                                            | Mohamed Daouda Tolo 20,18 m                                                    | Liu Yang 19,97 m                                                                         |
| Lancer du disque  | Hossein Rasouli 62,04 m                                                                    | Ehsan Hadadi 61,82 m                                                           | Abuduaini Tuergong 61,19 m                                                               |
| Lancer du marteau | Wang Qi 72,97 m                                                                            | Ashraf Amgad el-Seify 72,42 m                                                  | Suhrob Khodjaev 70,79 m                                                                  |
| Lancer du javelot | Neeraj Chopra 88,88 m                                                                      | Kishore Jena 87,54 m                                                           | Genki Dean 82,68 m                                                                       |
| Décathlon         | Sun Qihao pts                                                                              | Tejaswin Shankar pts                                                           | Yuma Maruyama pts                                                                        |

### Femmes
| Épreuves          | Or                                                                                              | Argent                                                                                      | Bronze |
| ----------------- | ----------------------------------------------------------------------------------------------- | ------------------------------------------------------------------------------------------- | --- |
| 100 m             | Ge Manqi (CHN) 11 s 23                                                                          | Shanti Pereira (SIN) 11 s 27                                                                | Hajar al-Khaldi (BHR) 11 s 35                                                                                |
| 200 m             | Shanti Pereira (SIN) 23 s 3                                                                     | Li Yuting (CHN) 23 s 28                                                                     | Edidiong Odiong (BHR) 23 s 48                                                                                |
| 400 m             | Kemi Adekoya (BHR) 50 s 66                                                                      | Salwa Eid Naser (BHR) 50 s 92                                                               | Shereen Samson Vallabouy (MAS) 52 s 58                                                                       |
| 800 m             | Tharushi Karunarathna (SRI) 2 min 3 s 20                                                        | Harmilan Bains (IND) 2 min 3 s 75                                                           | Wang Chunyu (CHN) 2 min 3 s 90                                                                               |
| 1 500 m           | Winfred Yavi (BHR) 4 min 11 s 65                                                                | Harmilan Bains (IND) 4 min 12 s 74                                                          | Marta Yota (BHR) 4 min 15 s 97                                                                               |
| 5 000 m           | Parul Chaudhary (IND) 15:14.75                                                                  | Ririka Hironaka (JPN) 15:15.34                                                              | Caroline Chepkoech Kipkirui (KAZ) 15:23.12                                                                   |
| 10 000 m          | Violah Jepchumba (BHR) 31 min 43 s 73                                                           | Ririka Hironaka (JPN) 31 min 50 s 74                                                        | Caroline Chepkoech Kipkirui (KAZ) 33 min 15 s 83                                                             |
| 100 mètres haies  | Lin Yuwei (CHN) 12 s 74                                                                         | Jyothi Yarraji (IND) 12 s 91                                                                | Yumi Tanaka (JPN) 13 s 04                                                                                    |
| 400 mètres haies  | Kemi Adekoya (BHR) 54 s 45 CR                                                                   | Mo Jiadie (CHN) 55 s 01                                                                     | Vithya Ramraj (IND) 55 s 68                                                                                  |
| 3 000 m steeple   | Winfred Mutile Yavi (BHR) 9 min 18 s 28 CR                                                      | Parul Chaudhary (IND) 9 min 27 s 63                                                         | Priti Lamba (IND) 9 min 43 s 32                                                                              |
| 4 × 100 m         | Chine Liang Xiaojing Wei Yongli Yuan Qiqi Ge Manqi 43 s 39                                      | Thaïlande Supawan Thipat Supanich Poolkerd On-Uma Chattha Sukanda Petraska 44 s 32          | Malaisie Azreen Nabila Alias Zaidatul Husniah Zulkifli Nur Afrina Batrisyia Shereen Samson Vallabouy 45 s 01 |
| 4 × 400 m         | Bahreïn Saad Mubarak Kemi Adekoya Zenab Moussa Ali Mahamat Salwa Eid Naser 3 min 27 s 65 CR, NR | Inde Vithya Ramraj Aishwarya Kailash Mishra Prachi Chaudhary Subha Venkatesan 3 min 27 s 85 | Sri Lanka Nadeesha Ramanayaka Jayeshi Uththara Lakshima Mendis Tharushi Karunarathna 3 min 30 s 88 NR        |
| Marathon          | Eunice Chumba (BHR) 2 min 26 s 14                                                               | Zhang Deshun (CHN) 2 min 27 s 55                                                            | Sardana Trofimova (KGZ) 2 min 28 s 41                                                                        |
| 20 km marche      | Yang Jiayu (CHN) 1 min 30 s 03                                                                  | Ma Zhenxia (CHN) 1 min 30 s 04                                                              | Nanako Fujii (JPN) 1 min 33 s 49                                                                             |
| Saut en hauteur   | Safina Sadullayeva (UZB) 1,86 m                                                                 | Svetlana Radzivil (UZB) 1,86 m                                                              | Nadezhda Dubovitskaya (KAZ) 1,86 m                                                                           |
| Saut à la perche  | Li Ling (CHN) 4,63 m (GR)                                                                       | Misaki Morota (JPN) 4,48 m                                                                  | Niu Chunge (CHN) 4,30 m                                                                                      |
| Saut en longueur  | Xiong Shiqi (CHN) 6.73 m                                                                        | Ancy Sojan (IND) 6.63 m                                                                     | Yue Nga Yan (HKG) 6.50 m                                                                                     |
| Triple saut       | Sharifa Davronova (UZB) 14.09 m                                                                 | Zeng Rui (CHN) 13.92 m                                                                      | Mariko Morimoto (JPN) 13.78 m                                                                                |
| Lancer du poids   | Gong Lijiao (CHN) 19.58 m                                                                       | Song Jiayuan (CHN) 18.92 m                                                                  | Kiran Baliyan (IND) 17.36 m                                                                                  |
| Lancer du disque  | Feng Bin (CHN) 67.93 m CR                                                                       | Jiang Zhichao (CHN) 61.04 m                                                                 | Seema Punia (IND) 58.62 m                                                                                    |
| Lancer du marteau | Wang Zheng (CHN) 71.53 m                                                                        | Zhao Jie (CHN) 69.44 m                                                                      | Kim Tae-hui (KOR) 64.14 m                                                                                    |
| Lancer du javelot | Annu Rani (IND) 62.92 m                                                                         | Dilhani Lekamge (SRI) 61.57 m NR                                                            | Lü Huihui (CHN) 61.29 m                                                                                      |
| Heptathlon        | Zheng Ninali (CHN) 6 149 pts                                                                    | Ekaterina Voronina (UZB) 6 056 pts                                                          | Nandini Agasara (IND) 5 712 pts                                                                              |

### Mixte
| Épreuves               | Or                                                                           | Argent                                                                                     | Bronze                                                                                      |
| ---------------------- | ---------------------------------------------------------------------------- | ------------------------------------------------------------------------------------------ | ------------------------------------------------------------------------------------------- |
| 4 × 400 m mixte        | Bahreïn Musa Isah Kemi Adekoya Yusuf Ali Abbas Salwa Eid Naser 3 min 14 s 02 | Inde Muhammed Ajmal Variyathodi Vithya Ramraj Rajesh Ramesh Subha Venkatesan 3 min 14 s 34 | Kazakhstan Yefim Tarassov Adelina Zems Dmitriy Koblov Alexandra Zalyubovskaya 3 min 24 s 85 |
| Relais marche marathon | Chine Qieyang Shenjie Wang Qin 5 h 16 min 41 s                               | Japon Masumi Fuchise Subaru Ishida 5 h 22 min 11 s                                         | Inde Manju Rani Ram Baboo 5 h 51 min 14 s                                                   |